# John Montacute, III conte di Salisbury
John Montacute (1350 – Cirencester, 5 gennaio 1400) fu Conte di Salisbury e barone di Montacute. Si contraddistinse per essere stato uno dei pochi nobili rimasti fedeli a Riccardo II d'Inghilterra dopo l'ascesa di Enrico IV d'Inghilterra.

## Biografia
Era figlio di Sir John de Montacute, I barone di Montacute e Margaret de Monthermer.
Suo padre era il fratello minore di William Montacute, II conte di Salisbury.
Da giovane Montagu o Montacute si distinse nella guerra contro la Francia combattuta durante la guerra dei cent'anni. Andò poi a combattere contro i pagani in Prussia, probabilmente prendendo parte alla spedizione guidata da Henry Bolingbroke (il futuro Enrico IV d'Inghilterra ).
Bolingbroke affidò suo figlio ed erede, il futuro Enrico V, a John e a Maud dopo la morte di sua moglie Maria di Bohun.
Lady Margaret curò il bambino a Welsh Bicknor vicino Monmouth fino alla sua morte nel 1395.
Nel 1391 John divenne barone di Montagu. Egli divenne un favorito del re durante i primi anni del regno di Riccardo II d'Inghilterra che accompagnò durante le sue spedizioni di Irlanda nel 1394 e 1395. Come consigliere del re fu tra i principali sostenitori del matrimonio del re con la principessa francese Isabella di Valois.
Durante i viaggi in Francia, per trattare il matrimonio del re, incontrò ed incoraggiò Christine de Pizan, il cui figlio venne educato in casa Montacute.
Montacute fu un convinto seguace dei Lollardi.
Con la morte di sua madre, John ereditò la baronia di Monthermer e tutti i possedimenti materni.
Nel 1397 divenne conte di Salisbury alla morte di suo zio ereditò l'Abbazia Bisham e altre proprietà.
Continuò ad essere uno dei maggiori nobili più fedeli a Re Riccardo II, aiutandolo a far cadere Tommaso Plantageneto, I duca di Gloucester, e Thomas de Beauchamp, II conte di Warwick.
Persuase il re a risparmiare la vita a Warwick . Ricevette una parte dei beni confiscati al conte di Warwick e nel 1399 fu nominato Cavaliere dell'ordine della Giarrettiera.
All'inizio del 1399 si recò in missione in Francia riuscendo brillantemente ad impedire il matrimonio proposto da Enrico Bolingbroke con una figlia del duca di Berry.
Nel mese di maggio accompagnò di nuovo Riccardo II in una spedizione in Irlanda.
Quando giunsero notizie che Bolingbroke era tornato in Inghilterra, Montacute venne inviato in Galles per raccogliere un esercito da opporgli. Montacute consigliò a Riccardo II di fuggire a Bordeaux ma il re venne imprigionato ed Enrico salì al trono.
In ottobre Montacute venne arrestato insieme ad altri fedelissimi di Riccardo  e tenuto nella Torre di Londra.
Montacute dovette rispondere all'accusa di arresto ed omicidio del duca di Gloucester nel 1397. Alla fine però venne liberato, per intercessione della sorella del re Enrico, Elisabetta, contessa di Huntingdon. Non molto tempo dopo la sua liberazione, Montacute si unì al conte di Huntingdon, John Holland, I duca di Exeter, e ad un gruppo di altri baroni creando la cosiddetta Epiphany Rising; tutti insieme organizzarono un complotto per uccidere il re Enrico IV e ripristinare Riccardo II.
Dopo il fallito complotto, seguì una violenta repressione da parte dei cittadini di Cirencester, fedeli ad Enrico. Questi catturarono John e altri ribelli e, senza processo, vennero decapitati il 7 gennaio 1400.

## Matrimonio e discendenza
Dalla moglie Maud Montacute ebbe cinque figli:
- Thomas Montacute, IV conte di Salisbury (c. 1388-1428);
- Richard Montacute (?- 1400), non si sposò mai;
- Anne Montacute (?-1457), che sposò prima Sir Richard Hankford, poi Sir John FitzLewis e John Holland, II duca di Exeter;
- Margaret Montacute (?-1416), sposò William Ferrers, V barone di Groby;
- Elizabeth Montacute (?-1448), sposò Robert Willoughby, VI barone di Willoughby de Eresby.